# Аспамитра
Аспамитра (или Митридат; казнён в 464 до н. э.) — евнух, участник заговора против персидского царя Ксеркса I в 465 году до н. э.
Имя Аспамитры, которое приводит Ктесий Книдский, имеет митраморфный характер и, соответственно, по мнению исследователя В. П. Орлова, могло быть связано с поклонением божеству Митре. Диодор Сицилийский называет имя Митридат.
Согласно данным исторических источников, Аспамитра был евнухом, под влиянием которого к концу жизни находился Ксеркс I. В конце его правления в государстве Ахеменидов возросло недовольство деятельностью царя из-за серьёзных военных неудач, проводимой нетолерантной религиозной политики, наступившего в стране голода и смещения с постов ряда государственных чиновников. По свидетельствам Ктесия Книдского и Диодора Сицилийского, Аспамитра вместе с начальником гирканцем Артабаном организовал заговор, в результате которого пятидесятипятилетний царь был убит в своей спальне — в августе 465 года до н. э. В свою очередь Марк Юниан Юстин сообщал только об Артабане, а по утверждению Клавдия Элиана Ксеркса убил его собственный сын. Заговорщики обвинили в произошедшем старшего сына Ксеркса Дария, который был казнён по приказу младшего брата Артаксеркса I, вступившего на престол. После этого Артабан попытался свергнуть самого Артаксеркса, однако потерпел неудачу. В 464 году до н. э. он и Аспамитра, а также их родственники и приверженцы был убиты. По Ктесию, Аспамитра был подвергнут корытной казни.